# Suore di Maria Teresa
Le Suore di Maria Teresa, Ancelle di Gesù Cristo (in francese Sœurs de Marie-Thérèse, Servantes de Jésus-Christ; sigla I.M.T.), sono un istituto religioso femminile di diritto pontificio.

## Storia
La congregazione fu fondata il 15 ottobre 1815 a Bordeaux da Sophie Brochet de La Rochetière su suggerimento del sacerdote Bruno Lespiaut.
Vivente la fondatrice, furono aperte case a Bordeaux, Lione, Limoges e Nîmes; dopo la sua morte l'istituto si stabilì anche a Madrid e in Italia (San Quirico e Baldissero Torinese). La promulgazione delle leggi anticongregazioniste portò alla chiusura di numerose case in Francia.
L'approvazione pontificia fu concessa il 16 marzo 1835 e confermata il 28 aprile 1835.

## Attività e diffusione
Le suore si dedicano all'educazione delle giovani povere e traviate; le loro regole sono basate su quella di sant'Agostino; ai tre voti comuni a tutte le religiose, aggiungono quello di lavorare per la salvezza delle anime con la preghiera e l'azione; professano una speciale devozione al Sacro Cuore di Gesù e a Maria Addolorata.
La sede generalizia è a Pélussin.
Alla fine del 2015 l'istituto contava 4 religiose in 2 case.